# 刘云浩
刘云浩（1971年—），清华大学全球创新学院（GIX）院长、自动化系教授，主要从事物联网与工业互联网等方面的研究工作，曾入选2011年度中国教育部长江学者奖励计划特聘教授，还曾在2013年至2017年，担任清华大学软件学院院长。